# Steget efter (film)
Steget efter är en svensk film från 2005 i regi av Birger Larsen. Steget efter är baserad på Henning Mankells bok med samma namn från 1997.

## Handling
Polisen Kurt Wallander hittar sin kollega Svedberg död i dennes hem. Till en början verkar det som att Svedberg begått självmord men det visar sig att han blivit mördad. Mordet verkar också ha kopplingar till morden på tre ungdomar. Snart befinner sig Wallander mitt i en mordutredning som bara blir mer och mer personlig. Den hårda vägen får han veta att han inte kände Svedberg så bra som han trodde.

## Om filmen
Birger Larsen regisserade även Mankell-deckaren Den 5:e kvinnan 2002. Inspelningen skedde 16 augusti–8 oktober 2004 i närheten av Uddevalla, Vänersborg, Trollhättan och Skaftö.

## Skådespelare (urval)
- Rolf Lassgård – Kurt Wallander
- Marie Richardson – Maja Thysell
- Christer Fant – Svedberg
- Lars Melin – Martinsson
- Kerstin Andersson – Lisa Holgersson
- Lasse Petterson – Nyberg, kriminaltekniker
- Gustaf Hammarsten – Åke Larstam
- Josefin Peterson – Isa
- Ingvar Haggren – Harald Sandberg
- Petter Heldt – säkerhetsvakt
- Emma Klingenberg
- Peter Gantzler – H.C. Möller, polis
- Christer Fjellström – förälder
- Robin Stegmar – polis
- Lola Ewerlund
- Ylva Nilsson
- Jan-Erik Emretsson
- Ann-Sofie Andersson
- Tjelvar Eriksson
- Anna Bjelkerud – Ylva Brinck
- Jesper Åvall